# لوچو دامبرا
لوچو دامبرا (ایتالیایی: Lucio D'Ambra؛ ‏ ۱ نوامبر ۱۸۸۰ – ۳۱ دسامبر ۱۹۳۹) روزنامه‌نگار، نویسنده، کارگردان فیلم، فیلم‌نامه‌نویس، منتقد ادبی، مترجم و تهیه‌کننده فیلم اهل پادشاهی ایتالیا بود.
از فیلم‌هایی که وی در آن‌ها نقش داشته است، می‌توان به در لباس دلقک، سیزدهمین مرد، جوزپه وردی، بوسهٔ چیرانو، نخستین عشق و مراقب آملیا باش اشاره نمود.